# Бурма (Грузия)
Бурма (груз. ბურმა, азерб. Burma) — село Марнеульского муниципалитета, края Квемо-Картли республики Грузия с 99 %-ным азербайджанским населением. Находится на юге Грузии, на территории исторической области Борчалы.

## География
Село Бурма, окружённое с трех сторон лесистыми горами, расположено на расстоянии всего лишь 500-600 метров от деревни Садахло Марнеульского района.

## Топоним
Так как на территории Марнеульского района Грузии существуют два села с одноимённым названием Тазакенди, то это создает небольшую путаницу для определения того, о какой именно из деревень идет речь. Для предотвращения данной путаницы для второго села используется его народное название - Бурма-Тазакенди.
До недавнего времени деревня называлась Газахлар, по названию приграничного с Грузией Газахского района Азербайджана, откуда в 1918 году сюда переселились первые местные жители. Именно от них берет своё начало династия Джафарогуллары, переселившаяся в дальнейшем в село Садахло и получившая известность там, как Газахлылар.
Два представителя данной династии, братья Муса и Мехди были первыми жителями, которые обосновались около села Садахло, у подножия холмов, под названием Бурма. Бурма, в переводе с азербайджанского на русский язык означает «круговорот» или «вихрь». По одному из преданий, ветры, дующие с горы Лявляр, попадали в круговорот между двух холмов и обходили тем самым стороной деревню, что и дало нынешнее название деревне - Бурма-Тазакенди.
Благодаря своим приятным природным условиям, в дальнейшем сюда переселились также представители династии Пелехли, Байрамгуллулар, Адыгезеллилер, Котанджылар и др. в результате чего село стало медленно разрастаться и обустраиваться.

## Население
По данным Государственного статистического комитета Грузии, согласно официальной переписи 2002 года, численность населения села Бурма составляет 433 человека и на 99 % состоит из азербайджанцев.

## Экономика
Так как территория села пригодна для выпаса крупного рогатого скота, то главным отраслем экономики является скотоводство. Население также занимается сельским хозяйством и овощеводством.

## Достопримечательности
- Мечеть
- Средняя школа. Была открыта как начальная школа в доме местного жителя - Шюкруна Джафарова. В дальнейшем было построено новое здание школы, состоящее из двух комнат. В 1968-1972 годах первым директором-преподавателем школы был житель села Бейлер - Сабир Назыев. В 1973-1976 годах директором становится житель села Бурма - Зиядхан Джафаров. В 1976-1989 годах школой руководит выходец из села Птгаван Армянской ССР - Азиз Юсифов. В 1989-1994 годах у руля учебного заведения становится жительница села Садахло - Лятифа Гойюсифова, а с 1994 по 1999 год - житель села Тазакенди - Гюлсафа Айвазов. С 1999 года по сей день школой неизменно руководит местный житель - Вефадар Юсифова.[2]

## Известные уроженцы
- Насиб Джафаров - певец[2]